# 어느 하녀의 일기 (1964년 영화)
《어느 하녀의 일기》(프랑스어: Le journal d'une femme de chambre, 이탈리아어: Il diario di una cameriera)는 1964년 개봉한 프랑스, 이탈리아의 드라마 영화이다. 루이스 부뉴엘이 감독을 맡았으며, 루이스는 장클로드 카리에르와 공동각본 역시 맡았다. 옥타브 미르보의 동명 소설이 영화의 원작이다. 루이스 부뉴엘과 장클로드 카리에르가 협업한 첫 번째 작품이다.

## 출연

### 주연
- 잔느 모로
- 조지스 게레

### 조연
- 다니엘 이베넬
- 무니
- 장 오젠느
- 미첼 피콜리
- 프랑수아 베르탱
- 피에르 콜렛
- 장 프랑발
- 가브리엘 고빈
- 버나드 무슨
- 장 클로드 카리에
- 도미니크 자르디

## 기타
- 협력프로듀서: 필립 로기
- 의상: 조르쥬 왁헤비치